# Hofberg
Hofberg je přírodní památka západně od obce Jetřichovice na jihozápadním okraji vesnice Vysoká Lípa v okrese Děčín v Ústeckém kraji. Chráněné území je v péči Správy Národního parku České Švýcarsko. Území, které je součástí Chráněné krajinné oblasti Labské pískovce a stejnojmenné ptačí oblasti, je zároveň chráněno jako evropsky významná lokalita Natura 2000.

## Předmět ochrany
Důvodem ochrany je zachovalé luční společenstvo.